# Coll d'en Borrell
El Coll d'en Borrell és un coll a 683,1 m. alt. situat a l'àmbit de l'antic poble de Prullans, a llevant del Mas d'en Borrell, també a llevant, i bastant a prop, del Pont de Montanyana.
Pertany al terme municipal de Tremp, dins de l'antic municipi de Fígols de Tremp.